# Playa de la Arena (Cantabria)
La playa de la Arena o el Arenal está ubicada en el municipio de Arnuero (Cantabria, España). La zona más próxima a la ría de Ajo es nudista. 